# 국방과학연구소
국방과학연구소(國防科學硏究所, Agency for Defense Development, ADD)는 대한민국의 국방력 강화와 자주국방의 완수에 기여토록 국방과학연구소법에 의하여 설립된 특수법인으로 대한민국 방위사업청 산하의 기타공공기관이다.
첨단무기 체계 개발 및 국방 과학기술 조사, 분석, 연구를 담당한다.
일반적으로 대한민국에서 신무기의 개발은 국방과학연구소가, 생산은 방위 산업체가 담당하며, 핵무기를 제외한 모든 무기를 이곳에서 생산, 관리한다.
본부는 대전광역시 유성구에 있으며, 경상남도 창원시에 분소가 위치하고 있다.

## 업무
대한민국 정부 및 국방과학연구소는 정책적으로 국방과학연구소가 핵심전력체계/핵심기술개발에 중점을 두고 업체가 기피하는 고위험/비경제성 분야와 육해공군의 주력 플랫폼 무기들의 무인화/첨단화분야, 미래를 대비한 신특수무기 분야에 연구 역량을 발휘할 수 있도록 하고 있다.
국방과학연구소는 무기체계개발 및 핵심기술개발에 대한 업체주관 및 산학연주관 사업과제를 꾸준히 확대하고, 업체 및 산학연에 대한 국방과학연구소의 기술이전 및 전수 활동이 강화되고 있다.
1979년에는 미국대사와 8군사령관이 외무부와 국방부를 방문하는 등 수차례 서신 등 여러 방법으로 국방과학연구소 주도로 개발 중인 유도탄 개발 배치 계획은 동북아 평화를 파괴한다고 하였다.
1982년에는 전두환 정권이 미국의 압력에 굴복해 국방과학연구소의 유도탄 개발 팀을 해체하기도 했다.
하지만 1983년 9월 1일 대한항공기 격추사건 이후에 드러난 한국의 군사력이 종이 호랑이 수준이라는 것에 놀라 유도탄을 다시 개발하기로 했다. 이리하여 몇몇 유도탄 개발에 가시적인 성과를 냈다.
그러나 박정희 정권 시절에 계획한 작전에 중요한 첩보 수집 능력을 향상하기 위한 기술 연구개발은 부활시키지 않았다.
2522명의 인력과 8000여억 원(2008년)의 예산을 가진 대형 국책연구기관으로서, 연구개발 인력이 82%를 차지하며, 박사 학위 소지자는 31%, 석사 이상 학위 소지자는 94%이다.

## 연혁
- 1970년 8월 6일 : 국방과학연구소 창설(서울) 대통령령제5267호, 법률제225호(170년 12월 31일)에 따라 특별법에 의한 특수법인으로 출범
- 1974년 2월 : 항공사업본부 신설(대전)
- 1976년 5월 : 해상/수중사업본부 신설(진해)
- 1977년 10월 : 시험평가단 신설(안흥)
- 1981년 7월 : 부설 국방품질검사소 설립(서울)
- 1983년 1월 : 연구소 본부 대전 이전
- 1995년 5월 : 기동시험장(창원), 해상시험장(진해) 건설
- 1999년 1월 : 국방정보체계연구소 통합
- 2006년 1월 : 부설 국방품질관리소 분리 독립(국방기술품질원)
- 2014년 1월 : 민군협력진흥원, 국방고등기술원 신설
- 2014년 5월 : 부설 방위산업기술지원센터 설립
- 2016년 12월 : 서이말 해상시험소 준공(거제)
- 2018년 3월 : 삼척연구센터 착공(삼척)
- 2019년 4월 : 부설 지상기술연구원(5본부), 해양기술연구원(6본부), 항공기술연구원(7본부)으로 조직개편
- 2020년 4월 : 안전보안센터 설립(前 비상보안안전실)

국방과학연구소는 1950년대 이승만 정권이 국방부조직의 하나라 설립한 국방과학기술연구소를 그 전신으로 하고 있다고 볼 수 있다.
초기에 국방과학기술연구소에서 위성개발을 위한 로케트 연구개발에 참여했던 기술자들이 구성원으로 참여했다.
하지만 국방과학기술연구소는 소위 5.16 군사정변으로 집권한 박정희가 해체한다. 따라서 현존 국방과학연구소법에 따른 국방과학연구소와는 다른 조직으로 볼 수 있다.

## 조직

### 감사
- 국방과학연구소장
- 방위산업기술지원센터

### 부소장
- 정책기획부
- 연구계획부
- 국방과학기술아카데미
- 지상기술연구원
- 해양기술연구원
- 항공기술연구원
- 민군협력진흥원
- 안전보안센터
- 1연구본부
- 2연구본부
- 3연구본부
- 4연구본부
- 5연구본부
- 국방첨단기술연구원
- 연구지원본부

## 정부기구에서 법인체로 변경한 이유
- 공무원 조직의 경직성을 탈피하여 연구기관의 조직 유연성을 확보한다.
- 정부 예산회계의 경직성을 탈피하여 연구개발 예산 집행의 효율성을 확보한다.
- 공무원 신분으로는 곤란한 해외 우수한 과학자 유치 및 처우보장을 위해 법인화한다.

위 세가지 이유로 법인화는 했지만 연구소의 역할 및 기능에 있어서는 국가 기관으로 유지하기 위해 국방부장관의 역할을 연구소 소장에게 위임할 수 있게 국방과학연구소법으로 보장하고 정부 주도의 연구개발을 연구소에 위임하여 수행하고 있으며 국방과학기술과 관련한 제반 업무를 수행하고 있다.

## 주요 개발품
- K2 흑표
- K9 자주포 참여기업:한화에어로 스페이스
- 지대지 미사일 현무 - 파생형 천룡 순항 미사일
- 함대함 미사일 SSM-700K 해성
- KA-1웅비 전선통제기/경공격기(KT-1 기본훈련기/KO-1 전선통제기)
- 어뢰시스템: 청상어 경어뢰, 백상어 중어뢰, 흑상어 어뢰
- 대잠 미사일(ASROC): 홍상어
- 전투기 외장형 전자방해장비 'ALQ-200K'
- 포탄용 텅스텐 관통자 소재
- 공군기본훈련기 KT-1 개발자 삼산 외 000명: 참여기업 대우중공업(주)
- 30미리대공자주화기: 비호 참여기업 대우중공업(주)
- K200 장갑차: 유엔 평화유지군의 무장으로 유럽에서 맹활약하였다. 참여기업: 대우중공업(주)
- 전장감시 장비
- 전투식량: 무곰 등
- 전투기용 전지: 참여기업 (주)로케트전기

## 주요 방위산업체
주요 방위 산업체는 다음과 같다:
- 한국항공우주산업(KAI)
  - F16 전투기 면허 생산/KT1 기본훈련기/T50 고등훈련기
- S&T모티브(구 S&T대우)
  - 각종 개인화기(소총, 경기관총, 기관단총, 권총)
- 현대로템
  - K1 전차/K2 흑표
- 대우조선해양
  - 호위함/잠수함/잠수함 구난함/KDX1 구축함/초계함
- LG이노텍 → LIG넥스원
  - 지대공·지대지 미사일 체계/휴대용 미사일/지상·해상용 레이다
- 한화테크윈
  - K9 자주포/상륙·돌격 장갑차/F16 전투기 엔진/헬기 엔진
- 현대위아
  - 무반동총/박격포/견인곡사포/전차포/전투기·헬기 착륙장치
- 풍산
  - 탄약/전차용 포탄/20mm벌컨 사거리 연장탄/155mm 항력 감소 고폭탄
- 두산인프라코어 (구 대우정밀기계)
  - 장갑차/30mm 자주대공포/단거리 지대공 미사일
- 현대중공업
  - 초계함/호위함/군수지원함/미사일 구축함/상륙강습함
- 한진중공업
  - 초계함/고속정/대형 상륙함/잠수정/공기부양선/구난함
- 한화
  - 수류탄 등 각종 폭발물 및 신관, 정밀 유도무기체제, K11 복합형소총용 공중폭발탄
- 두산중공업
  - 함정 추진 시스템/도하용 부교/장갑용 판재
- 휴니드 테크놀러지스
  - 무전기/차세대 무전기/박격포 사격제원계산기
- 삼성SDS
  - 지휘자동화체계/육군탄약정보체계/국방의료정보체계
- 풍산S&T
  - 로켓탄용·박격포탄용·함포탄용 신관/센서/타이머/가속도계
- 연합정밀
  - 차량용 디지털 통신장치/전자파 차단 케이블/커넥터

## 참고 자료
- 국방과학연구소 창설(통신과 함께 걸어온 길) [한국경제] 1996-09-03
- 국방과학연구소법 (2016년 2월 현재 현행법률 제13238호)

## 같이 보기
- 대한민국 국군
- 대한민국 국방부
- 영국 국방과학기술연구소(DSTL)
- 미국 해군 연구개발국(ONR, Office of Naval Research)
- DARPA
- 국방연구개발기구
- 중산과학연구원